# عفونت بیمارستانی در اتاق عمل
عفونت بیمارستانی در اتاق عمل یکی از معضلات جدی گروه‌های پزشکی و بهداشتی است. . محیط اتاق عمل، سرشار از خطرات برای جراح و بیمار و کارکنان هست؛ و بنابراین باید ضریب امنیت را بالا برد. جراحان و کارکنان بایستی از امکانات کاهش خطر و کنترلی خطر، حداکثر استفاده را بنمایند. دانش پیشگیری از خطرات در اتاق عمل با شایستگی در حال پیش روی است و ابزارهایی مانند Laser، اشعه – X و استریل کننده‌های شیمیایی و… در صورتی که کارکنان ازنظر ایمنی مهارت نداشته باشند و اقدامات پیشگیری را انجام ندهند، می‌توانند صدمات با وسعت زیادی ایجاد نمایند. آموزش و تمرین دادن کارکنان از اساسی‌ترین روش‌های موجود جهت پیشگیری از خطرات احتمالی هست؛ و عملاً هیچ‌کس نباید بدون آموزش صحیح روش مصرف ابزارها داخل اتاق‌های عمل، از آن‌ها استفاده نماید و شایستگی استفاده صحیح از ابزارها، به دلیل تغییرات تکنولوژیک باید به‌صورت ادواری، مورد آزمون قرار گیرد. اغلب باگذشت زمان، فناوری‌ها ایمن‌تر می‌شوند ولی این قانون همیشه صادق نیست. همچنین بایستی خطرات بالقوه را شناسایی نموده و راهکارهای صحیح را در پیش گرفت و باید در نظر داشت که هیچ‌گاه کارکنان و بیمار به‌طور کامل از ریسک خطرات درامان نخواهند بود.

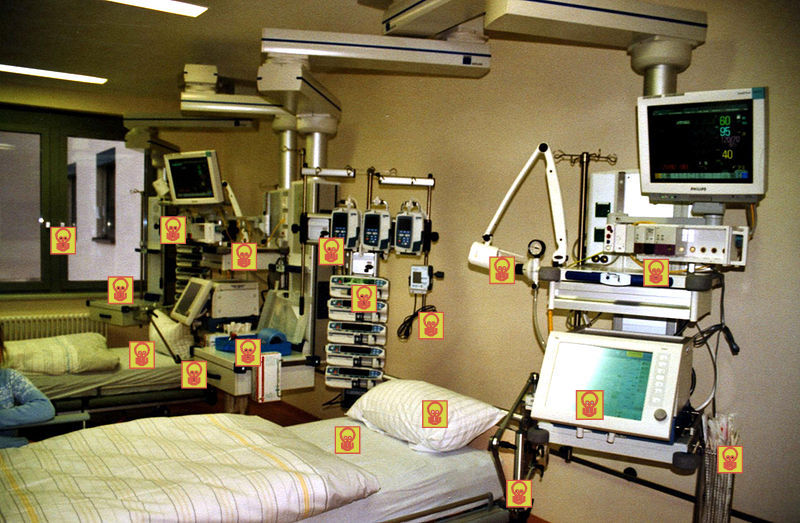

## اصول بهداشتی و کنترل عفونت در اتاق عمل[۲]
1. تمام کارکنان بایستی از نظر بهداشت و سلامتی در وضعیت مناسبی قرار داشته باشند.
2. پوشیدن زیورآلات در اتاق عمل ممنوع می‌باشد.
3. رعایت استیریلته از سوی کارکنان ضروری است.
4. چنانچه بیمار با برانکارد منتقل می‌شود برای جلوگیری از عفونت برانکارد بیمار نباید به قسمت تمیز اتاق عمل وارد شود.
5. هنگام عمل جراحی از صحبت کردن‌های بی‌مورد و سرفه و عطسه روی محل عمل خودداری کنید.